# Phylidorea contraria
Phylidorea contraria är en tvåvingeart som först beskrevs av Thomas Vernon Wollaston 1858.  Phylidorea contraria ingår i släktet Phylidorea och familjen småharkrankar. Inga underarter finns listade i Catalogue of Life.